# 亞歷山大·塔爾納夫斯基
亞歷山大·赫奧爾希約維奇·塔爾納夫斯基（羅馬化：Oleksandr Heorhiiovych Tarnavskyi；1970年5月12日—），乌克兰軍人，陸軍中將，在俄罗斯入侵乌克兰期间崭露头角，是2022年乌克兰军队南部反攻行動中的负责人。